# 리날도 델리 알비치

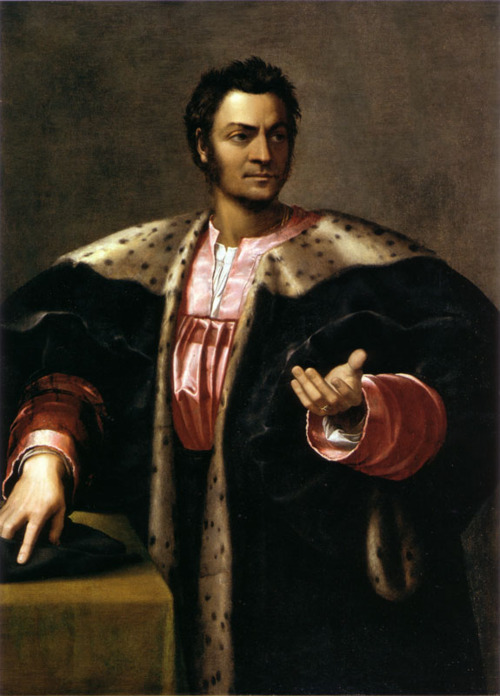

리날도 델리 알비치(Rinaldo degli Albizzi, 1370–1442)는 알비치 가문의 이탈리아의 귀족이다. 팔라 스트로치와 함께 피렌체의 코시모 데 메디치의 성장에 맞선 주요 상대였다.
1428년에 피렌체를 상대로 발생한 볼테라 반란 이후, 리날도 델리 알비치는 수도원장과 조반니 디 콘투지가 이끄는 반란군으로부터 볼테라를 재장악하기 위해 보내졌다. 그후 리날도는 니콜로 포르테바초를 "허구의 문제으로 뒤덮인 루카인들을 공격해야한다"라고 부추겼으며, 이로 인해 피렌체는 루카를 정복하기로 이끌어졌다. 이 전쟁 동안에 리날도 델리 알비치는 약탈을 통해 그의 재산을 늘리려 한다는 혐의로 고발을 당하였다. 그는 결국엔 그의 자리에서 물러났고 피렌체로 소환되었다.
시간이 흘러, 1430년대에 리날도는 그가 몹시나도 두려워했던 코시모 데 메디치에 맞서 독립해야 한다고 일부 유명 귀족들을 설득시켰다. 마침내 리날도는 그를 직위에서 쫓아냈기도 했던 시뇨리 후보자 중 한 명인 베르나르도 구아다니(Bernardo Guadagni)의 빚을 탕감해주며 도움을 주었고, 구아다니는 곤팔로니에레 직을 차지하였다. 구아다니를 통하여, 리날도는 궁전으로 코시모를 소환하여 체포시켰다. 짧은 재판 후, 코시모는 피렌체에서 20년간 추방 형을 받고 말았다.
하지만 밀라노와의 전쟁에서 피렌체의 전운이 안좋게 돌아가자, 코시모는 1년이 안 돼서 대중들의 환호와 함께 돌아왔으며, 리날도는 추방당하여 안코나에서 사망했다.